# El Ancla (escultura)
El Ancla es una escultura monumental realizada por el artista suizo Willi Gutmann como parte de la Ruta de la Amistad, un conjunto de 19 esculturas realizadas por artistas de diversas nacionalidades para conmemorar los Juegos Olímpicos de México 1968. La obra fue instalada en la intersección del Anillo Periférico con la Avenida Luis Cabrera, al sur de la Ciudad de México. Fue la segunda estación de la ruta y representó a Suiza en la exposición.
La escultura consiste en una pieza grande con forma de letra G que es atravesada por una pieza pequeña con forma de gancho. La obra mide 7.5 metros de alto y está hecha de concreto armado. Inicialmente estaba pintada de color morado, con el canto de color verde. Sin embargo, en 1997 el autor decidió repintarla por completo de color azul eléctrico para ajustarla a los cambios de su entorno. Ese año la escultura recibió un proceso de restauración tras haber sido abandonada luego de los Juegos Olímpicos. La intervención fue patrocinada por la Asociación de Empresarios Suizos en México y por la Embajada de Suiza en México.
En 2011 fue trasladada a la intersección del Anillo Periférico con la Avenida Insurgentes Sur, aledaña a la Ciudad Universitaria de la Universidad Nacional Autónoma de México. Su cambio de ubicación se debió a que el Patronato de la Ruta de la Amistad temía que esta escultura y otras siete más fueran dañadas por la construcción del segundo piso del Anillo Periférico.